# Banting (cràter)
Banting és un petit cràter d'impacte lunar en forma de bol situat prop del centre del Mare Serenitatis. Originalment es va dir Linné I, sent canviat el nom en 1973 per commemorar a Sir Frederick Banting, en honor de les seves rellevants contribucions mèdiques (entre les quals destaca el descobriment de la insulina).

## Denominació

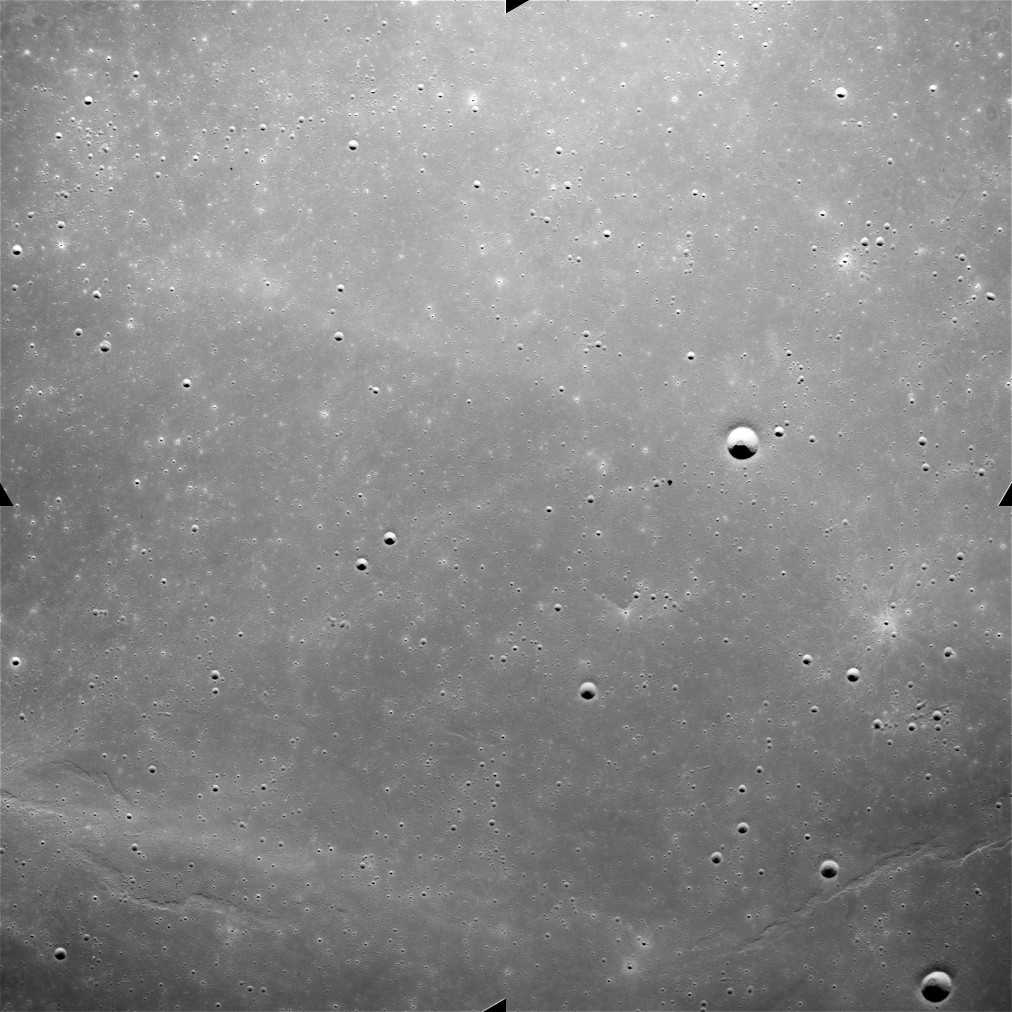
Fotografia de la missió Apol·lo 15

Banting va ser un dels aproximadament cinquanta nous noms de cràters lunars adoptats per la UAI en 1973. L'elecció d'aquests noms va ser el primer pas en l'adopció d'una nova política que va implicar l'ampliació de la nomenclatura dels cràters.
Aquesta nova política es va adoptar a partir del moment en què les fotografies preses per la nau espacial Apol·lo van proporcionar un mapa lunar extremadament detallat i poblat de cràters, la qual cosa va demostrar essencialment que seria necessària una major varietat de noms. La pràctica anterior havia estat utilitzar noms de personatges rellevants per als cràters principals, i denominar els petits cràters adjacents amb el mateix nom seguit per diferents lletres de l'alfabet.
La nova política ha permès que científics morts que hagin contribuït a diversos camps del coneixement (com és el cas de Banting), així com personatges rellevants del món de la cultura (com a escriptors, compositors i altres artistes) tinguin cràters dedicats amb els seus noms. Anteriorment, només havien estat utilitzats noms d'astrònoms, de científics que haguessin fet importants contribucions a l'astronomia, i de filòsofs històrics.

## Descripció
Banting és un cràter impacte "simple" d'uns 6,4 km de diàmetre. Es troba en la Mar de la Serenitat, una zona fosca i suau creada per grans fluxos de lava refredats en superfície que han cobert qualsevol cràter prèviament existent. Se'ls va anomenar originalment mars a causa que els primers astrònoms creien que eren zones cobertes d'aigua.
Banting està flanquejat per dos punts d'allunatge dels Estats Units (missions Apol·lo 15 i 17), que es troben a diversos centenars de quilòmetres a cada costat del cràter.
El Mar de la Serenitat pot percebre's a simple vista com l'ull oriental de La cara de la Lluna.
Aquesta figura imaginària està situada en la cara visible de la Lluna, la que roman enfrontada a la Terra a causa de la coincidència de la durada de la rotació pròpia de la Lluna amb la del recorregut de la seva òrbita completa. Això fa que el cràter Bantling, siga bastant centrat en el mare Serenitatis, i que presenti llargs períodes en els quals pot ser observat.
No obstant això, malgrat la seva ubicació favorable, Banting és un cràter molt petit i pot ser difícil de veure. Per observar aquest tipus de petits cràters ha d'utilitzar-se un telescopi, i és crucial triar la fase lunar més adequada, de manera que hi hagi suficient ombra per delinear els detalls de la superfície lunar sense que sigui massa fosca, considerant que la lluna plena és massa brillant (pel que proporciona vistes freturoses de contrast).

### Altres referències
- (WGPSN), IAU Working Group for Planetary System Nomenclature. «Gazetteer of Planetary Nomenclature. 1:1 Million-Scale Maps of the Moon» (en anglès).  UAI / USGS, 13-02-2013. [Consulta: 6 abril 2016].
- Andersson, L. E.; Whitaker, E. A.,. NASA Catalogue of Lunar Nomenclature (en anglès).  NASA RP-1097, 1982.
- Blue, Jennifer. «Gazetteer of Planetary Nomenclature» (en anglès).  USGS, 25-07-2007. [Consulta: 2 gener 2012].
- Bussey, B.; Spudis, P.. The Clementine Atlas of the Moon (en anglès).  Nueva York: Cambridge University Press, 2004. ISBN 0-521-81528-2.
- Cocks, Elijah E.; Cocks, Josiah C.. Who's Who on the Moon: A Biographical Dictionary of Lunar Nomenclature (en anglès).  Tudor Publishers, 1995. ISBN 0-936389-27-3.
- McDowell, Jonathan. «Lunar Nomenclature» (en anglès).   Jonathan's Space Report, 15-07-2007. [Consulta: 2 gener 2012].
- Menzel, D. H.; Minnaert, M.; Levin, B.; Dollfus, A.; Bell, B. «Report on Lunar Nomenclature by The Working Group of Commission 17 of the IAU» (en anglès). Space Science Reviews, 12, 1971, pàg. 136.
- Moore, Patrick. On the Moon (en anglès).  Sterling Publishing Co, 2001. ISBN 0-304-35469-4.
- Price, Fred W. The Moon Observer's Handbook (en anglès).  Cambridge University Press, 1988. ISBN 0521335000.
- Rükl, Antonín. Atlas of the Moon (en anglès).  Kalmbach Books, 1990. ISBN 0-913135-17-8.
- Webb, Rev. T. W.. Celestial Objects for Common Telescopes, 6ª edición revisada (en anglès).  Dover, 1962. ISBN 0-486-20917-2.
- Whitaker, Ewen A. Mapping and Naming the Moon (en anglès).  Cambridge University Press, 2003. 978-0-521-54414-6.
- Wlasuk, Peter T. Observing the Moon (en anglès).  Springer, 2000. ISBN 1-85233-193-3.